# درست از وسط قلبم
«درست از وسط قلبم» تک‌آهنگی از هنرمند اهل ترینیداد و توباگو نیکی میناژ است که در سال ۲۰۱۰ میلادی منتشر شد. این تک‌آهنگ در آلبوم جمعه صورتی قرار داشت.
این تک‌آهنگ در چارت‌های ، جزو ده ترانه اول قرار گرفت.